# Peste negra, muerte negra
Peste negra, muerte negra – czwarty album studyjny deathmetalowego zespołu Anal Vomit wydany 29 stycznia 2015 roku przez wytwórnię Icarus Music.

## Lista utworów
1. „Brebaje de muerte” – 4:24
2. „Valle de tinieblas” – 3:28
3. „Obsessive Sexual Slaughter” – 5:48
4. „La muerte del papa - Interludio” – 0:56
5. „Dios muerto” – 6:45
6. „Venganza obscura” – 6:15
7. „A Savage Fornication” – 4:05
8. „Estado comatoso” – 3:47
9. „Pact to Kill / Outro” – 4:27

## Twórcy
| Anal Vomit w składzie - Noizer – gitary - Nihil Soldier – gitary - Possessor – wokal, gitara basowa - Joe Hoyle – perkusja Gościnnie - Jorge Moreno – gitara prowadząca - Wata – wokal wspierający (5) - Silvina Harris – wokal wspierający (7) | Personel - Carlos Zárate – producent wykonawczy - Javier Zárate – producent wykonawczy - Mottla-Art – projekt graficzny - Jorge Moreno – inżynier dźwięku - Erick Rojas „Raven” – projekt - César Suarez – zdjęcia |